# Casco (Maine)
Casco ist eine Town im Cumberland County des Bundesstaates Maine in den Vereinigten Staaten. Im Jahr 2020 lebten dort 3646 Einwohner in 2989 Haushalten auf einer Fläche von 98,4 km².

## Geografie
Nach den Angaben des United States Census Bureaus hat Cacso eine Fläche von 98,4 km², wovon 80,9 km² aus Land und 7,5 km² aus Gewässern bestehen.

### Geografische Lage
Cacso liegt im nördlichen Teil des Cumberland Countys. Nordöstlich grenzt das Androscoggin County mit Poland an. Im Nordwesten das Oxford County mit Otisfield. Auf dem Gebiet der Town Casco und in das Gebiet ragen mehrere Seen. Im Nordosten grenzt der Thompson Lake an, im Nordwesten ragt der Pleasant Lake bis auf das Gebiet. Zentral liegt der Parker Pond, südlich davon der Coffee Pond. Im Osten der Crescent Lake und im Süden grenzt der größte See, der Sebago Lake an. Die Oberfläche des Gebietes ist hügelig mit mehreren Erhebungen. Der größte ist der 299 m hohe Rattlesnake Mountain.

### Nachbargemeinden
Alle Entfernungen sind als Luftlinien zwischen den offiziellen Koordinaten der Orte aus der Volkszählung 2010 angegeben.
- Norden: Otisfield, Oxford County, 6,5 km
- Nordosten: Poland, Androscoggin County, 13,8 km
- Südosten: Raymond, 5,1 km
- Südwesten: Sebago,  15,8 km
- Westen: Naples, 14,1 km

### Stadtgliederung
In Casco gibt es mehrere Siedlungen: Casco, Cook Mills (Cooks Mills), Cook's (ehemaliges Postamt), Leach Hill, Mayberry Hill, Pike Corner, Quaker Ridge, Songo Lock, South Casco und Webb Mills (Crescent Lake, Webbs Mills, Webb's Mills).

### Klima
Die mittlere Durchschnittstemperatur in Casco liegt zwischen −7,8 °C (18° Fahrenheit) im Januar und 20,0 °C (68° Fahrenheit) im Juli. Damit ist der Ort gegenüber dem langjährigen Mittel der USA um etwa 9 Grad kühler. Die Schneefälle zwischen Oktober und Mai liegen mit bis zu zweieinhalb Metern mehr als doppelt so hoch wie die mittlere Schneehöhe in den USA; die tägliche Sonnenscheindauer liegt am unteren Rand des Wertespektrums der USA.

## Geschichte
Das Land wurde von der Massachusetts Bay Colony als Grant an Capitain William Raymond und seinen Männern im Jahr 1767, als Dank für ihre Dienste bei der Schlacht von Québec unter Sir William Phips gegeben. Bis zur Gründung der town Casco am 18. März 1841 gehörte diese zur town Raymond.

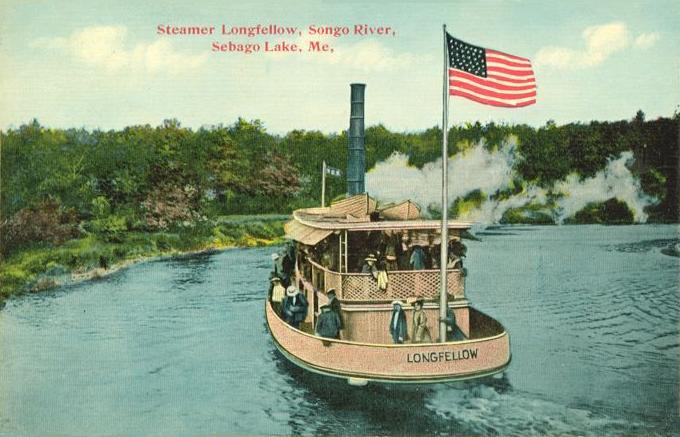
Das Dampfschiff Longfellow auf dem Songo River

Die Oberfläche ist hart und uneben, nicht besonders gut als Ackerland geeignet. Es gibt mehrere Seen in Casco, deren Abläufe gute Standorte für Wassermühlen waren. Es gab vier Sägemühlen, vier Schrotmühlen, vier Schindel Fabriken, eine Wagenfabrik und eine Gerberei in Casco. Im Jahr 1832 wurde der Cumberland and Oxford Canal gebaut, dieser Verband Casco mit Portland. Dampfschiffe beförderten ab 1840 Touristen und Frachtgut.
Heute besteht die lokale Wirtschaft aus Unternehmen der Tourismusbranche, darunter zwei Ferienanlagen, ein Golfplatz, verschiedene Restaurants und Bed and Breakfast-Pensionen. Neben dem Tourismus gibt es örtliche Sägewerke und eine Bauindustrie. Die lokale Wirtschaft besteht aus vielen kleinen Unternehmen, Einzelhandel und Dienstleistern einschließlich Handwerk, zudem Kunstgalerien.

### Einwohnerentwicklung
| Volkszählungsergebnisse - Town of Casco, Maine | Volkszählungsergebnisse - Town of Casco, Maine | Volkszählungsergebnisse - Town of Casco, Maine | Volkszählungsergebnisse - Town of Casco, Maine | Volkszählungsergebnisse - Town of Casco, Maine | Volkszählungsergebnisse - Town of Casco, Maine | Volkszählungsergebnisse - Town of Casco, Maine | Volkszählungsergebnisse - Town of Casco, Maine | Volkszählungsergebnisse - Town of Casco, Maine | Volkszählungsergebnisse - Town of Casco, Maine | Volkszählungsergebnisse - Town of Casco, Maine |
| Jahr                                           | 1800                                           | 1810                                           | 1820                                           | 1830                                           | 1840                                           | 1850                                           | 1860                                           | 1870                                           | 1880                                           | 1890                                           |
| ---------------------------------------------- | ---------------------------------------------- | ---------------------------------------------- | ---------------------------------------------- | ---------------------------------------------- | ---------------------------------------------- | ---------------------------------------------- | ---------------------------------------------- | ---------------------------------------------- | ---------------------------------------------- | ---------------------------------------------- |
| Einwohner                                      |                                                |                                                |                                                |                                                |                                                | 1046                                           | 1116                                           | 998                                            | 908                                            | 844                                            |
| Jahr                                           | 1900                                           | 1910                                           | 1920                                           | 1930                                           | 1940                                           | 1950                                           | 1960                                           | 1970                                           | 1980                                           | 1990                                           |
| Einwohner                                      | 783                                            | 688                                            | 685                                            | 713                                            | 890                                            | 881                                            | 947                                            | 1256                                           | 2243                                           | 3018                                           |
| Jahr                                           | 2000                                           | 2010                                           | 2020                                           | 2030                                           | 2040                                           | 2050                                           | 2060                                           | 2070                                           | 2080                                           | 2090                                           |
| Einwohner                                      | 3469                                           | 3742                                           | 3646                                           |                                                |                                                |                                                |                                                |                                                |                                                |                                                |

## Kultur und Sehenswürdigkeiten

### Bauwerke

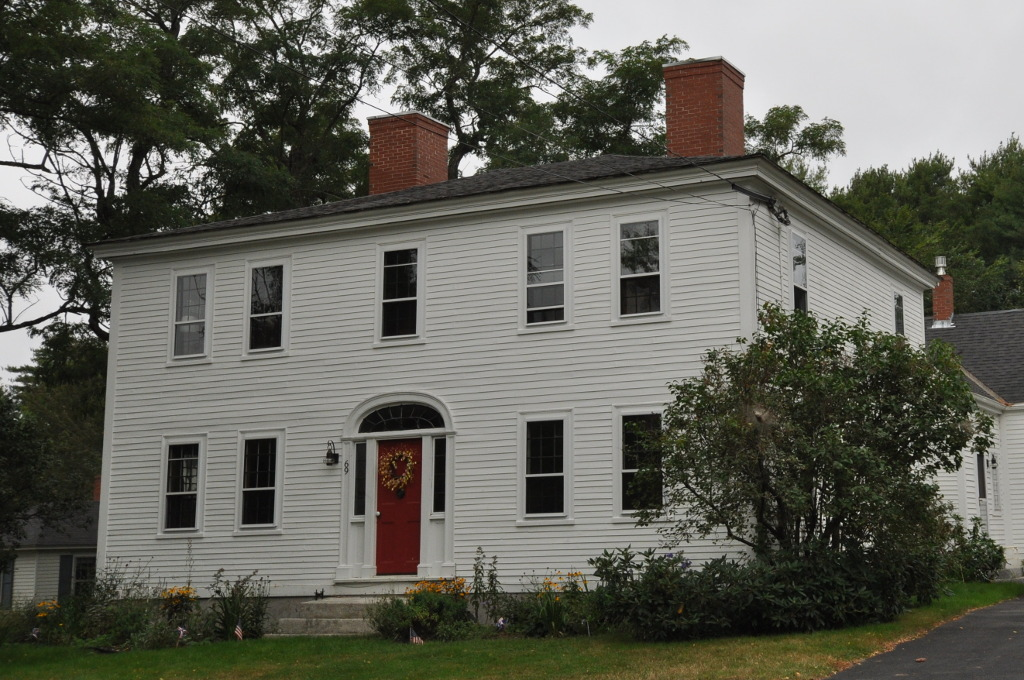
Richard Manning House

Vier Gebäude stehen unter Denkmalschutz und wurden ins National Register of Historic Places aufgenommen.
- Beckett's Castle, aufgenommen 1974, Register-Nr. 74000156
- Friends Meetinghouse, aufgenommen 1975, Register-Nr. 75000095
- Friends School, aufgenommen 1996, Register-Nr. 96000650
- Richard Manning House, aufgenommen 1993, Register-Nr. 93000639
- Watkins House and Cabins, aufgenommen 1992, Register-Nr. 92000792

## Wirtschaft und Infrastruktur

### Verkehr
Der U.S. Highway 302 führt durch den Südwesten der Town. Er verbindet Casco mit Portland im Süden und Bridgton im Norden. In Nordsüdrichtung verläuft weiter im Osten die Maine State Route 121 und in Ostwestrichtung die Maine State Route 11.

### Öffentliche Einrichtungen
In Casco gibt es keine medizinischen Einrichtungen. Die nächstgelegenen Krankenhäuser für die Bewohner von Casco befinden sich in Auburn und Bridgton.

### Bildung
Casco gehört mit Bridgton, Naples und Sebago zum Maine School Administrative District 61.
Im Schulbezirk stehen folgende Schulen zur Verfügung:
- Sebago Elementary School in Sebago
- Songo Locks School in Naples
- Stevens Brook School in Bridgton
- Lake Region Middle School in Naples
- Lake Region High School in Naples
- Lake Region Vocational Center in Naples
- Lake Region - Fryeburg Area Adult Education in Casco

## Persönlichkeiten

### Söhne und Töchter der Stadt
- Bonnie Titcomb Lewis, Politikerin